# Mystery Men – Különleges hősök
A Mystery Men – Különleges hősök (eredeti cím: Mystery Men) Kinka Usher 1999-ben bemutatott akcióvígjátéka, szuperhősfilm-paródia. A forgatókönyvet Neil Cuthbert írta. A főszerepben Hank Azaria, Janeane Garofalo, Ben Stiller, William H. Macy, Kel Mitchell, és Paul Reubens látható.
A Mystery Men nagyon kötetlen képregény-adaptáció, a Flaming Carrot („Lángoló Répa”) c. komikus képregényen (vagy inkább annak ötletén és néhány szereplőjén) alapszik, melyben mintegy harminc, a filmhez hasonlóan bizonytalan meglétű vagy nevetséges szuperképességgel rendelkező „hős” alkotta a Mystery Men nevű bűnvadász-csoportot. A filmben ilyen kvázi-szuperhősök társulnak, hogy megóvják otthonukat, Bajnokvárost a szuperbűnöző, Casanova Frankenstein mindent elpusztítani akaró terveitől.

## Történet
|  | Alább a cselekmény részletei következnek! |

A Vörösszeműek rablóbandája (akik mindannyian vörös úszószemüveget viselnek) betör a bajnokvárosi öregek otthonába. Három amatőr szuperhős, Lapátoló, Dühös és Kék Rádzsa próbálja őket megállítani, de valahogy inkább csak egymást csépelik a verekedésben, mintsem a bűnözőket, akik végül nagyon elverik őket. Ekkor lép a színre Bajnokváros állandó megmentője, Elképesztő Kapitány, aki percek alatt felszámolja a bűnbandát. Ezzel az utolsó bűnözői csoport is rács mögé kerül. Csakhogy ez komoly gond a kapitány számára, mert látványos akció és állandó médiajelenlét nélkül ugyan ki lesz kíváncsi rá a továbbiakban, és ki fogja vásárolni az általa reklámozott termékeket? Az újságírók máris kényelmetlenségeket kérdeznek, és az eladások esnek. Ki kell találni valamit, hogy a múlt dicsősége ne halványuljon el végleg. 
Elképesztő Kapitány veszélyes tervet eszel ki.  Mivel a való életben ő a neves filantróp, Lance Hunt, a helyi bolondokháza közismert, milliomos fenntartója, ráveszi az orvosokból és hatósági személyekből álló vizsgálóbizottságot, hogy engedje szabadon Casanova Frankensteint, a legnagyobb és legveszélyesebb pszichopata szupergazembert a világon. Ha megint legyőzné és elfogná Casanovát, az óriási dicsőség, és ezáltal komoly imázs- és nyereségformáló is lenne. Az alakoskodó Casanovát a bandájába tartozó pszichiáternő, Dr. Leek – a bizottság elnöke – és Hunt segítségével gyógyultnak nyilvánítják, azonban mindez balul üt ki, a gazember elszabadul. Amikor a Kapitány meglátogatja Casanovát, hogy kiszimatolja, mire készül, a bűnöző elkábítja, foglyul ejti. Mellesleg a bolondokházát is felrobbantja. 
Eközben egy bisztróban a szuperhős-csapat azon kesereg, hogy Elképesző hogyan mosta le őket a színről az öregek otthonabeli csetepaté során, és milyen lekezelőek voltak a kapitány egyes gesztusai irányukba. Észreveszik, hogy bűnözők térnek vissza a városba: a Disco Boys, egy Tony P nevű exdiszkótáncos (vagy -énekes) bűnöző és csapata. Kék Rádzsa és Lapátoló ennek ellenére elkeseredetten térnek haza, nincs kedvük tovább lógni Dühössel, aki azonban elszánt, hogy folytatja a szuperhőskarriert, és motorra szállva követi a bűnözőket, akik elvezetik Casanova villájához. Dühös meglepetten veszi észre, hogy a gazember újra szabadon jár a városban, és még meglepettebb, amikor látja elképesztőt megérkezni Casanova villájába. Másnap minden rádió azt harsogja, hogy eltűnt Lance Hunt, a közismert milliárdos, s előkerítéséhez elképesztő segítségét kérik, de ő szintén eltűnt.
A szuperhős-csapat két másik tagja hazatér. Kék Rádzsa, aki az anyjával lakik, titokban gyakorolja szobájában a villahajigálást, miközben tömjént éget, az anyja betolakodik, és azt hiszi, fia marihuánát szív. Lapátoló felesége bejelenti, hogy ha nem marad abba a szuperhősködés, elválik vagy elmegy, és viszi a három gyereket is.
Dühös, aki mindig is sejtette, hogy Lance Hunt azonos Elképesztővel, csak épp senki más nem ismeri fel, mert szemüveget hord (ironikus utalás a Superman-filmekre), bevonja barátait is a nyomozásba, hogy kiderítsék, mire készül Casanova Frankenstein. Ám, mielőtt bármit is tennének ez ügyben, tanulva a Vörösszeműek elleni fiaskóból, a szuperhősök tagokat kezdenek toborozni a csapatukba. Első szerzeményük Láthatatlan Fiú, aki azt állítja, képes láthatatlanná válni, de csak akkor, ha senki nem nézi a művelet közben. A csapat kedvetlenül menne el, de a fiú rájuk akaszkodik, mondván, hogy rengeteg más szuperhőst ismer (szabadidejét a velük való kapcsolattartással tölti). Egy étteremben találkoznak Spleennel (egy elhanyagolt külsejű, vézna, pattanásokkal teli ember), akit régről ismernek (és kerülni igyekszenek), s akinek szuperképessége, hogy rendkívül erős, kábító hatású szellentése van. Az étteremben ezt illusztrálja is Láthatatlan fiúnak, és valóban: kiüti a vendégek nagy részét.
A csapat egyáltalán nem elégedett az eddigi felhozatallal, és egy válogatás-partit rendeznek, ahová meghívnak egy csomó embert (Láthatatlan Fiú ismerőseit), akik szuperképességet állítanak magukról. A parti központi eseménye a vendégek meghallgatása a célból, hogy esetleg további tagokat vegyenek fel a csapatba. Kiderül, hogy mindegyik vendég szélhámos, vagy sült bolond, nincs szuperhős Elképesztőn kívül, vagy, ha van is, nem érdeklődik. Már feladják a reményt, amikor elkésve megérkezik egy fiatal nő, aki Tekézőnek hívja magát. A csapat eljahtaná, ám ő demonstrációs céllal egy átlátszó tekegolyót dob a csapatra, amibe egy koponya van illesztve (kiderül, hogy a lány apjának koponyája, akit Tony P gyilkolt meg Tekéző lánykorában, aki otthagyta az általános iskolát, hogy bosszút álljon). A tekegolyó képes magát irányítani, és kis híján megöli a felvételiztetőket. Tekézőt azonnal beveszik a csapatba. 
Mikor szokásukhoz híven közösen vacsorázni mennek egy kocsiban, összefutnak Casanova limuzinjával, akivel Tony P furikázik. A csapat megtámadja a limuzint, kellemetlen perceket okozva az utasoknak, és csúffá téve a drága autót. Mire Casanova testőrei előrántanák a fegyvereket, a szuperhősök elmenekülnek. A győzelem örömére derekasan leisszák magukat az éttermükben, de hazafelé kellemetlen meglepetés éri őket: Tony P és fegyveres bandája. A banda készülődik a kivégzésükre, azonban egy rejtélyes csuklyás alak jelenik meg, és az akaraterejével félbevágja a fegyvereiket. Tony P-ék elmenekülnek. A csapat megmentője nem más, mint a híres Szfinx, akinek a fegyverfélbevágáson kívül is van egy szuperképessége, hogy ... rendkívül titokzatos.
A Szfinx elkezdi a csapat kiképzését igazi szuperhőssé, és rendes szuperhősruhákat is varrat velük. Dühösnek nem tetszik Szfinx, és a kiképzést is időpocsékolásnak tartja, elkeseredetten kiválik a csapatból és hazamegy. Egyedül vacsorázik, és megismerkedik egy lánnyal (az étterem pénztárosa), akinek már próbált udvarolni előzőleg. A kapujáig kíséri. Amikor Dühös elmegy, feltűnnek a színen Casanova emberei.   
A csapat elkeseredett Dühös elvesztése miatt, mire Szfinx azt tanácsolja nekik, hogy az emberi erőt pótolják tűzerővel. Lapátolónak eszébe jut a különös Dr. A. Heller, aki az öregek otthonában mutatkozott be neki, mint fegyverkészítő és feltaláló. Elmennek Hellerhez, azonban kiderül, hogy ő kizárólag nem-halálos szuperfegyvereket gyárt. Kedvetlenül távoznak, ám Heller bemutatja tudományát Spleenen: a tornádó-konzerv, valamint a „fogd-rá-ágyú” (blame thrower) meggyőzőnek bizonyul. A csapat ezután a doktor több találmányát megvásárolja, pl. egy fegyverelkobzó mágnesrendszert, és egy ruhazsugorító ágyút.
Dühös közben megfogadja barátnője tanácsát (amit azon az estén kapott, amikor hazakísérte), és visszakönyörgi magát a csapatba. Éjjel betörnek Casanova Frankenstein villájába, és megtalálják Elképesztő Kapitányt, aki egy különös szerkezetben raboskodik. Elképesztő utasításokat ad nekik, hogyan szabadítsák ki, de nagyon nehezen megy, és végül Kék Rádzsa megránt egy kart, amit nem kellene. Elképesztő Kapitányt megöli a gépezet, csak egy füstölgő, torz tetemet hagyva hátra. A csapat ijedten elmenekül. Frankenstein hamarosan megtalálja a Kapitány tetemét, és a Kék Rádzsa egyik otthagyott villáját.

„Ez egy ... pszichofrakulátor, amely felhőt képez szabad deviáns khaotronokból, amelyek behatolnak a szimpatikus szabályzókba. Ez összeköttetésben áll egy szinkronikus transzponáló kapcsolóval, ami egy virtuális mellékfolyamot létesít! Ez egy biobolikus reflektorra összpontosul, és-és-és-és akkor ott az történik, hogy a-a ... hallucinációból valóság lesz. És ekkor az agy valósággal megsül!”

– A pszichofrakulátor működési elve Dr. Hellertől (feltaláló, újító, világmegváltó)

Mivel a város egyetlen igazi szuperhőse meghalt, a csapatra vár a feladat, hogy megállítsa  Casanovát. Heller doktor felvilágosítja őket, hogy az iszonyatos gépezet, amit láttak, egy pszichofrakulátor, amit kifejleszthetetlennek hittek, mert a rajta dolgozó tudósok az egyenletek nehézsége miatt a bolondokházában kötöttek ki (Casanovának, aki mindig is vonzódott az effajta dolgokhoz, rabsága idején volt ideje tőlük ellopni a terveket, kifejleszteni a gépet, s minthogy már amúgy is őrült volt, bele sem őrült ebbe). Ha Casanovának az a célja, hogy bekapcsolja – márpedig az a célja – akkor a gépezet elpusztítja egész Bajnokvárost. Nincs más hátra, mint leszámolni a bűnözővel. Dühösnek eszébe jut, hogy a roncstelepen, ahol dolgozik, ott az a páncélkocsi, amit hónapok óta hiába próbált szétbontani. 
Elmennek érte, felszerelik Heller fegyverrendszereivel, majd betörnek Casanova villájába, ahol épp a szokásos tömeggyilkosság előtti vidám eszem-iszom zajlik (ott van számos bűnbanda, pl. a Disco Boys, az olasz maffiózókra hasonlító Öltönyösök, vagy a fekete rapperekből álló Nemjó Maffia). Eszközeikkel és képességeikkel megfutamítják a bűnözőket, Casanova pedig a galériára menekül, emberei egy részét feláldozva, miközben bekapcsolja a tömegpusztító fegyvert is. A szuperhősök döbbenten látják, hogy van egy túsza: Dühös barátnője. Dühös megküzd Casanovával, és belehajítja a pszichofrakulátorba, elpusztítva a bűnözőt. Azonban a gép csak belülről kapcsolható le, aki azonban belép, meghal. Tekéző apján (pontosabban az apja koponyáján) a sor, hogy megsemmisítse a gépezetet. A város megmenekül, bár a villa felrobban.
A szuperhősök fáradtan támolyognak elő a romok alól, ahol nagy tömeg ünnepli őket, és a riporterek kérdésekkel ostromolják őket. Az egyik riporter azt kérdezi, mi a csapat neve, ráébresztve őket, hogy elfelejtettek nevet választani. Szfinx a közhelyes "szupercsapat" nevet javasolja, de senki nem fogadja el. A hősök abban maradnak, hogy ennek a csapatnak nincs neve. A média azonnal „a rejtély emberei” (mystery men, a film eredeti címe) néven kezdi őket emlegetni. (Nem) mellesleg Lapátoló felesége is visszatér, amikor meglátja a tévében, hogy a férje tényleg szuperhős lett.
|  | Itt a vége a cselekmény részletezésének! |

## Stáblista
- Rendezte: Kinka Usher
- Producerek: Lawrence Gordon és Lloyd Levin
- Forgatókönyvíró: Neil Cuthbert
- Fényképezte: Stephen H. Burum

## Szereplők
| Szereplő              | Színész          | Magyar hang         |
| --------------------- | ---------------- | ------------------- |
| Kék Rádzsa            | Hank Azaria      | Hirtling István     |
| A lapátoló            | William H. Macy  | Rosta Sándor        |
| Dühös                 | Ben Stiller      | Széles László       |
| Spleen                | Paul Reubens     | Kassai Károly       |
| A láthatatlan fiú     | Kel Mitchell     | Kaszás Gergő        |
| A tekéző              | Janeane Garofalo | Román Judit         |
| A Szfinx              | Wes Studi        | Horányi László      |
| Dr. Heller            | Tom Waits        | Sörös Sándor        |
| Elképesztő kapitány   | Greg Kinnear     | Csankó Zoltán       |
| Casanova Frankenstein | Geoffrey Rush    | Reviczky Gábor      |
| Tony P.               | Eddie Izzard     | Szűcs Sándor        |
| Monica                | Claire Forlani   | Majsai-Nyilas Tünde |
| Dr. Annabel Leek      | Lena Olin        | Braun Rita          |

## Érdekességek
A film tele van rövid cameo-jelenetekkel, sok mellékszerepet amerikai hírességek alakítanak. Az egyik maffiavezért pl. Michael Bay filmrendező alakítja (szövege: „Hé, pajtás, vihetünk sört is?”), ezen kívül feltűnnek stand-up-osok és kiemelkedő színészek, illetve zenészek is (Tom Waits mint Dr. Heller, a Goodie Mob és Cee Lo Green mint a Nemjó Maffia – Not-So-Goodie-Mob) is. Elképesztő Kapitány sajtófőnökét Ricky Jay bűvész-illuzionista alakította (szövege, többek között: „Én újságíró vagyok, nem varázsló”). A Moe nevű karaktert a film rendezője, Kinka Usher játszotta. IMDB.com